# 이건수
이건수(1968년 ~ )는 대한민국의 대학교수이다. 20년 6개월 간 경찰(계급:경정)로 재직했으며 주로 실종 가족 상봉을 위해 일했다. 이후 은퇴하여 백석대학교 경찰학부 전임교수로 부임하였다. 종교는 기독교이다.

## 학력 및 경력
- 개성고등학교
- 경남대학교 법학과 학사
- 고려대학교 법부대학원 경찰법학과 석사
- 동국대학교 대학원 범죄심리학과 박사
- 남양주경찰서 민원실장
- 경찰청 실종수사 지도팀장
- 백석대학교 경찰학부 교수